# Mielichowskaja (obwód rostowski)
Mielichowskaja (ros. Мелиховская) – stanica w Rosji, w obwodzie rostowskim, w rejonie ust-donieckim. W 2010 liczyła 3593 mieszkańców.